# Jace Norman
 (juin 2020).
Si vous disposez d'ouvrages ou d'articles de référence ou si vous connaissez des sites web de qualité traitant du thème abordé ici, merci de compléter l'article en donnant les références utiles à sa vérifiabilité et en les liant à la section « Notes et références ».
Pour les articles homonymes, voir Norman.
Jace Norman est un acteur américain né le 21 mars 2000 à Corrales, (Nouveau-Mexique).
Il est surtout connu pour son rôle de Henry Hart / Kid Danger dans la série Henry Danger. Il obtient le rôle principal dans son premier téléfilm Adam et ses clones.
En 2020, la série Henry Danger dans lequel il a joué de 2014 à 2020 après la saison 5. Il participe à sa suite en apparaissant dans quelques épisodes de son spin off « Danger force »

## Biographie
Il commence sa carrière d'acteur à 11 ans en obtenant un rôle dans la série Disney Jessie.
En 2012, il apparaît dans un épisode des Thunderman pour jouer le garde du corps de Max Thunderman. Ça se passe dans la saison 1.
En 2014, il devient le héros de la nouvelle série Nickelodeon Henry Danger pour jouer 5 saisons, jusqu'en 2020, c'est ce qui le fera connaitre notamment par Nickelodeon. Il obtient le rôle principal du film Adam et ses clones de la même chaîne en 2015.
En 2016, il obtient le rôle de Rufus dans le film Un ami qui tombe pile-poil.
En 2017, on le retrouve dans le rôle de Rufus dans Un ami qui tombe pile-poil 2.
En 2018, il obtient le rôle de Jeremy Martin dans Oups! ("Blurt"! en anglais.)
En 2019, il joue le rôle de Xander DeWitt dans Bixler High Private Eye.
En 2020, il est le producteur principal de la série Danger Force. Et cinq ans plus tard, il reprend son rôle de Kid Danger alias Henry Hart dans l'adaptation en long-métrage de Henry Danger, intitulé Henry Danger - Le film, et potentiellement ses suites.
Il vit à San Diego en Californie. Il est dyslexique.

## Filmographie

### Télévision
- 2011 : Jessie : S1E10 Mon petit frère, cet inconnu : Finch
- 2013 : Deadtime Stories : Un élève
- 2013-2016 : Les Thunderman : Flunky (Saison 1; Episode 13) / Kid Danger (épisode cross-over)
- 2013 : The Dumb Show : Jace
- 2014-2020 : Henry Danger : Henry Hart / Kid Danger (121 épisodes)
- 2015 : Adam et ses clones : Adam Baker
- 2015 : Webheads : Lui-même
- 2016 : Un ami qui tombe pile-poil : Rufus
- 2017 : Un ami qui tombe pile-poil 2 : Rufus
- 2018 Game Shakers saison 3 épisodes 8 : St Valentin de super-héros : Henry Hart/Kid Danger
- 2018 : Oups : Jeremy Martin
- 2019 : Bixler High Private Eye (enquête au lycée) : Xander DeWitt
- 2020 : Danger Force : Henry Hart (principalement en tant que producteur)
- 2025 : Henry Danger - Le film : Henry Hart / Kid Danger